# Bacidia phyllopsoropsis
Bacidia phyllopsoropsis är en lavart som beskrevs av R. C. Harris & Lendemer. Bacidia phyllopsoropsis ingår i släktet Bacidia och familjen Ramalinaceae.   Inga underarter finns listade i Catalogue of Life.